# Дергачи (Севастополь)
Дергачи (укр. Дергачі) — местность в Нахимовском районе Севастополя. Находится на окраине города рядом с улицей Горпищенко и Лабораторным шоссе. Микрорайон состоит из ряда садовых товариществ и застроен частными домами. Общая площадь Дергачей — 464,4 гектар.

## История

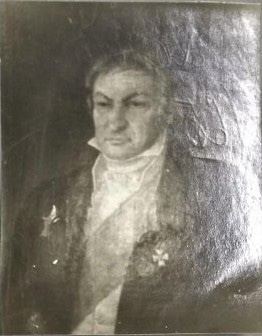
Илья Ознобишин

Первоначально местность называлась Ознобишино в честь морского офицера Ильи Ивановича Ознобишина, который стал первым владельцем хуторам в этом месте. Землю в Севастополе под строительство домов старшим офицерам начали выдавать в конце XVIII века по распоряжению Фёдора Ушакова. Владельцы таких участков были обязаны вести приусадебное хозяйство, тем самым улучшая снабжение экипажей своих кораблей.
На «Геометрическом уменьшительном плане Симферопольского уезда города Севастополя…» 1806 года хутор обозначен собственностью Ознобишина.
В годы Крымской войны при обороне Севастополя в январе 1855 году на этом месте располагался лагерь французских войск, которые построили здесь бараки, магазины, театр и ветряную мельницу. Фундаменты некоторых строений сохранились до нашего времени.
В первой половине XIX века местность меняет название и именуется в дальнейшем в честь следующего владельца хутора майора Василия Ивановича Дергачёва. В путеводителе по Севастополю Андрея Зайончковского о местности оставлено следующее описание: «По дороге к Инкерманскому полю сражения в шести верстах от Севастополя находится небольшой хуторок Ознобишино, более известный под названием Дергачева хутора. Здесь был у французов многолюдный торговый поселок лагеря и там же находился и небольшой театр».
После установление советской власти хутор был национализирован. Во время Великой Отечественной войны для обороны города через Дергачи был прокопан противотанковый ров (8 метров в ширину и 6 метров в глубину).

## Объекты

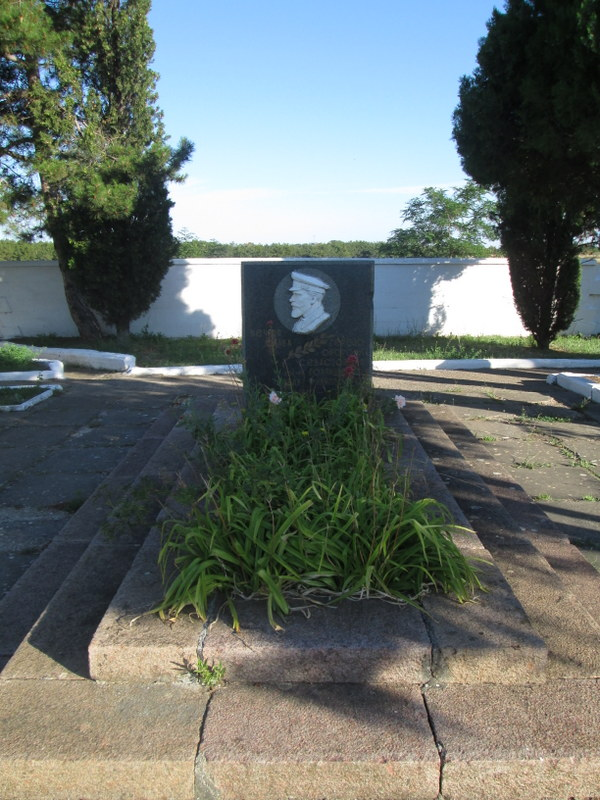
Могила Горпищенко

В Дергачах расположено мемориальное братское кладбище советских солдат времён Великой Отечественной войны. Местными жителями именуется как кладбище Горпищенко в честь участника обороны Севастополя Павла Филипповича Горпищенко, который тут и захоронен.
10 сентября 2004 года был открыт памятный обелиск в честь англичан, погибших во время Крымской войны. Архитектор — Ю. П. Олейник. Рядом с Дергачами находится турецкое военное кладбище.
Кроме того, на территории микрорайона расположен автодром, а с 2021 года ведётся сооружение психоневрологического интерната стоимостью 1,46 миллиарда рублей.